# Malîi Lîstven, Ripkî
Malîi Lîstven (în ucraineană Малий Листвен) este localitatea de reședință a comunei Malîi Lîstven din raionul Ripkî, regiunea Cernihiv, Ucraina.

## Demografie
Componența lingvistică a localității Malîi Lîstven
     Ucraineană (97,66%)
     Rusă (2,01%)
     Alte limbi (0,33%)
Conform recensământului din 2001, majoritatea populației localității Malîi Lîstven era vorbitoare de ucraineană (97,66%), existând în minoritate și vorbitori de rusă (2,01%).